# Fátima Jordán
Fátima Alejandra Jordán Bravo (Santa Cruz de la Sierra, Bolivia; 21 de abril de 1992) es una odontóloga y modelo boliviana. Fue la reina del Carnaval Cruceño del año 2019.

## Biografía
Fátima Jordán nació en la ciudad de Santa Cruz de la Sierra el 21 de abril de 1992. Es hija de Erwin Jordán Bazán y de Rosario Bravo Hurtado. Tiene tres hermanas Rosario (1982), Nelly Karina (1990) y Mariana Jordán (1999). Comenzó sus estudios escolares en 1997 saliendo bachiller del Colegio Británico Boliviano en el año 2009. Continuó con sus estudios superiores, ingresando a estudiar en la Universidad Católica Boliviana (UCB) de Santa Cruz de donde se graduó como odontóloga de profesión en el año 2015.

### Modelaje
Fátima Jordán empezó a modelar desde 2008 cuando todavía era apenas una jovencita de solo 16 años de edad para esa época. Formó parte de las Magníficas de Pablo Manzoni.
El año 2016, fue modelo de calendario de la empresa cochabambina COBOCE.

### Reina del Carnaval de Santa Cruz de la Sierra de 2019
El 25 de agosto de 2018, Fátima Jordán fue elegida Reina del Carnaval Cruceño del año 2019.